# Lagoon Engine
Lagoon Engine (ラグーンエンジン) és un manga creat per Yukiru Sugisaki (杉崎ゆきる), del gènere Shōjo, encara que presentant menudes característiques d'altres gèneres com el shōnen-ai o el Shōnen. Els seus protagonistes són Ragun, de 12 anys, i el seu germà menut Jin Ragun, d'11 anys, els quals han d'exorcitzar als maga, que són esperits. Per a derrotar els maga, han d'endevinar el seu nom.
Publicat com a sèrie a la revista Kadokawa Asuka, ja duu 7 volums recopilatoris en el país nipó, sent el sèptim llançat el 17 de novembre del 2007.